# 四手井氏
四手井氏（しでいし）は、日本の武家。山城国山科郷四手井城（厨子奥村）を本拠地とし、久世郡御牧村や葛野郡壬生村に同族がいた。御牧氏とも。

## 概要
四手井氏は山城国山科郷の四手井城を拠点として活動した一族である。「四手井家系図」によると、本来は御牧氏を称していたが、当時の当主御牧景綱が後村上天皇に四手井姓を賜ったという。
戦国時代には乙訓郡小塩荘、宇治郡石田・小栗栖、厨子奥村を拠点とする伊賀守家保や伊賀守家綱、下野守家武が三好長慶や松永久秀の配下として活動が確認できる。天野忠幸は家綱や家武を家保の子あるいは弟と推定している。三好氏に仕えていたため、永禄元年（1558年）7月24日に足利義昭を奉じて上洛してきた織田信長の軍勢によって城を焼かれている。
その後は義昭に仕え信長より山城国御牧郷を安堵されたものの、本能寺の変後に明智光秀に加勢したため滅亡した。庶流は豊臣秀吉に仕えていたために存続した。末裔の四手井綱英によると、四手井氏は秀吉に仕えて淀城に出向しており、淀城に近い御牧村にも屋敷があり、そこでは御牧氏と名乗っていたと言う。
『四手井氏由緒書』によると、御牧勘兵衛景則が秀吉の馬廻かつ検地・作事奉行であり、御牧村・田井村に700石と久世郡市田村に1000石の所領があった。西洞院時慶と関係が深く時慶の日記（『時慶記』に度々登場する。子の助三郎信景は市田村1000石を継承し、のちに勘兵衛・四手井清庵と名前を改めたものの、関ヶ原の戦いで敗北し失領したという。
信景の末裔には花山院家に仕えた四手井清綱・景命・綱備の三代や京都府立大学の学長を務めた四手井綱英がいる。
江戸時代には山科郷厨子奥村の頭分郷士（村の頭）の立場にあり、享保6年（1721年）成立した『山科郷村々御家人郷士名前帳』には四手井平五郎・新平・七左衛門・清兵衛の名前が見える。